# 김진수 (목회자)
김진수(金珍洙, 일본식 이름: 金城珍洙, 1900년 1월 21일 ~ 1950년)는 한국의 장로교 목사이다.

## 생애
평안북도 선천군의 개신교 가정에서 태어났다. 선천은 1919년 3·1 운동 때 3월 1일 거사 첫날부터 최초의 사망자가 발생했을 정도로 앞장 서서 이 운동에 참가한 지역이었다. 김진수도 3·1 운동 시위에 가담했다가 6개월간 복역했다.
출옥 후 평양의 숭실전문학교를 거쳐 조선예수교장로회신학교에 입학하였고, 1934년 제29회 졸업생으로 조선예수교장로회신학교를 졸업했다. 평북노회에서 목사 안수를 받은 뒤 목회자가 되어 선천읍교회에서 시무했다.
태평양 전쟁 시기에 평북노회장을 맡은 김진수는 노골적인 교회의 친일화를 추진한 전필순 주도의 혁신교단에 반대하였고, 일본기독교조선장로교단이 통리 채필근을 중심으로 결성되었을 때도 평북노회만 가담하지 않았다. 그러나 평북노회는 징병제 실시를 감사하는 예배를 집전하고 조선예수교장로회 이름으로 헌납할 애국기를 마련하기 위해 헌금을 요구하는 등 일제에 협력한 사실이 있다. 이 때문에 2008년 발표된 민족문제연구소의 친일인명사전 수록예정자 명단 중 종교 부문에 선정되었다.
광복 후 선천읍교회에서 목회 활동을 계속했으나 소군정 지역으로서 종교에 대한 탄압이 이어졌다. 이때 북조선 지역의 목회자들은 대거 월남하였으나, 김진수는 북조선에 남아 이북5도연합노회를 결성하고 초대 노회장에 선출되어 집권 공산주의 세력과 맞서는 쪽을 택했다. 김진수는 조만식의 조선민주당 선천군당 위원장을 맡고 주일선거 반대 운동을 주도함으로써 조선로동당(당시 북조선로동당) 및 강량욱의 조선그리스도교연맹과 대립했다. 결국 김진수는 1947년 평양의 부흥회에서 참석했다가 투옥되었다.
한국 전쟁 중 김진수가 수감되어 있던 흥남 지역까지 국제연합군이 북진해 오자 조선인민군이 후퇴하는 길에 석옥린과 함께 총살하였다.

## 참고자료
- 대한예수교장로회 총회교육자원부 (편) (2004년 11월 20일). 〈한국 기독교회사〉. 《기독교 대학교재 - 기독교개론》. 서울: 한국장로교출판사. ISBN 89-398-3397-X.
- 전갑생 (2004년 10월 15일). “일본교단 조선장로회, 일본군 '비행기 헌납'에 나서 - [친일단체 바로알기 9] 국민총력 조선예수교장로회연맹과 일본교단 조선장로회”. 거제타임즈. 2008년 1월 27일에 확인함. |제목=에 지움 문자가 있음(위치 32) (도움말)